# دسامبر ۲۰۰۸
دسامبر ۲۰۰۸ یکی از ماه‌های ۲۰۰۸ (میلادی) است.

## ۱ دسامبر ۲۰۰۸
- انتخاب کلینتون بعنوان وزیر امور خارجه

باراک اوباما رقیب پیشین خود هیلاری کلینتون را بعنوان وزیر امور خارجه کابینه خود برگزید. گاردین
- شاتل فضایی اندور به زمین بازگشت

شاتل فضایی اندور (Endeavor) بعد از انجام یک ماموریت ۱۶ روزه از ایستگاه فضایی بین‌المللی به زمین بازگشته‌است. این فضاپیما روز یکشنبه (۳۰ نوامبر) در ساعت ۱۴:۲۵ به وقت غرب آمریکا در پایگاه فضایی ادواردز در ایالت کالیفرنیا به زمین نشست. قرار بود که اندور در پایگاه فضایی کندی در ایالت فلوریدا فرود بیاید، اما وضعیت بد هوا این برنامه را برهم زد. بی‌بی‌سی فارسی

## ۲ دسامبر ۲۰۰۸
- دادگاه قانون اساسی تایلند حزب حاکم را منحل کرد

در حالیکه تظاهرات مخالفان دولت در تایلند همچنان ادامه دارد، دادگاه قانون اساسی تایلند، «حزب قدرت مردم» را در ارتباط با تخلف در انتخابات پارلمانی دسامبر سال ۲۰۰۷ میلادی، مجرم شناخت و به انحلال این حزب و منع فعالیت سیاسی شماری از رهبران حزب حاکم رای داد. بی‌بی‌سی فارسی

## ۳ دسامبر ۲۰۰۸
- «علی شیمیایی» بار دیگر به اعدام محکوم شد

دادگاهی در عراق، علی حسن المجید، پسر عموی صدام حسین را به خاطر نقشش در سرکوب شورش شیعیان عراقی در سال ۱۹۹۱ میلادی، به مجازات اعدام محکوم کرد. این دومین حکم مجازات مرگ است که برای علی حسن المجید که به «علی شیمیایی» شهرت دارد، صادر شده است. بی‌بی‌سی فارسی
- پیشتازی هاوایی بسوی خودروهای برقی

ایالت هاوایی و منطقه بی اریا در کالیفرنیا طرح یک شرکت اسرائیلی برای راه اندازی شبکه و ترویج خودروهای برقی را پذیرفت. بر طبق این طرح، تا ۲۰۱۲ هاوایی مجهز به ۱۰۰۰۰۰ ایستگاه شارز خودروی تمام برقی ساخت شرکت نیسان و رنو خواهد گردید. تایمز لندن، گاردین

## ۴ دسامبر ۲۰۰۸
- بزرگ‌ترین سرقت جواهر در پاریس

چهار دزد مسلح با لباس‌های مبدل زنانه به جواهرفروشی «هری وینستون» در خیابان مون‌تین در پاریس حمله کردند و بیش از ۸۰ ميليون یورو (۱۰۰ میلیون دلار) جواهر را که «کم‌نظير» توصیف شده است را به سرقت بردند. در جريان اين سرقت بزرگ، دزدان حتی يک گلوله نيز شليک نکردند و به راحتی از محل جرم گریختند. رادیو فردا، هرالد تریبون
- بازگشت بیل ریچاردسون به وزارت

بیل ریچاردسون توسط باراک اوباما بعنوان وزیر بازرگانی آمریکا انتخاب گردید.رادیوفردا

## ۵ دسامبر ۲۰۰۸
- درگذشت آلکسی دوم، رهبر کلیسای ارتودوکس روسیه

آلکسی دوم، رهبر کلیسای ارتودوکس روسیه بر اثر سکته قلبی درگذشت. آلکسی دوم به دنبال فروپاشی اتحاد جماهیر شوروی، به احیای کلیسای ارتودوکس روسیه که در زمان شوروی سرکوب می‌شد، پرداخت. دولت روسیه، در پی درگذشت آکسی دوم، عزای عمومی اعلام کرد. بی‌بی‌سی فارسی

## ۶ دسامبر ۲۰۰۸
- تلفات نظامیان کانادایی در افغانستان به یکصد نفر رسید

در اثر انفجار یک بمب کنار جاده‌ای در جنوب افغانستان، سه سرباز ارتش کانادا کشته‌شدند. بدین ترتیب تعداد کشته‌شدگان کانادایی عضو سازمان پیمان آتلانتیک شمالی به یکصد نفر رسید. آژانس فرانس پرس

## ۷ دسامبر ۲۰۰۸
- در بحبوحه ناآرامی‌ها در یونان، اعتصاب آتن را فلج کرد

در حالی که اتحادیه‌های کارگری در اعتراض به سیاست‌های اقتصادی دولت یونان دست به اعتصاب زده‌اند، هزاران نفر از معترضان در مقابل پارلمان یونان تجمع کرده‌اند. همچنین فرودگاه بین‌المللی آتن نیز به حالت تعطیل درآمد. فعالیت وسایل نقلیه عمومی نیز به شدت مختل شده است. بی‌بی‌سی فارسی

## ۸ دسامبر ۲۰۰۸
- طرح گسترش خاک موناکو فعلا اجرا نخواهد شد

موناکو با مساحتی حدود ۲ کیلومتر مربع، يکی از کوچک‌ترين حکومت‌های مستقل جهان است که محل زندگی و تفریح عده‌ای از ثروتمندترین مردم جهان است. اما مشکل کمبود زمین برای بنای ساختمان‌های جدید و طرح ساخت شبه‌جزیره‌ای مصنوعی در کنار سواحل موناکو، به دستور پرنس آلبرت و به دلیل نگرانی از آسیب‌رسیدن به محیط زیست موناکو، به طور موقت متوقف شد. بی‌بی‌سی انگلیسی

## ۹ دسامبر ۲۰۰۸
- سرطان، مهمترین علت مرگ و میر در جهان

سازمان بهداشت جهانی اعلام کرد که از سال ۲۰۱۰ به بعد، سرطان مهمترین عامل مرگ و میر در جهان خواهد گردید. واشنگتن پست
- مراسم خاکسپاری رهبر مسیحیان ارتودوکس روسیه

مراسم خاکسپاری آلکسی دوم، رهبر کلیسای ارتودوکس روسیه با شرکت دمیتری مدودف، رئیس جمهوری روسیه و ولادیمیر پوتین، نخست وزیر این کشور و همچنین روئسای جمهور برخی کشورهای اروپای شرقی، در کلیسای مسیح منجی در مسکو برگزار شد. بی‌بی‌سی فارسی

## ۱۰ دسامبر ۲۰۰۸
- تحریم دانشمندان ایرانی از طرف فرانسه

سازمان CNRS فرانسه، بزرگترین سازمان پژوهش علمی اروپا، تحریمات جدیدی علیه تمامی دانشمندان ایرانی در تمام رشته ها وضع کرد. این تحریمات علیه ایران در پاسخ به مواضع سازمان ملل علیه ایران عنوان گردیده. نشریه علمی نیچر
- ادامه ناآرامی ها در یونان

شورش و اعتصاب عمومی در یونان بدنبال کشته شدن یک نوجوان توسط نیروهای پلیس همچنان ادامه دارد. هرالد تریبون
- ایران رسما به سخنان سارکوزی اعتراض کرد

وزارت امور خارجه جمهوری اسلامی ایران نسبت به سخنان اخیر نیکلا سارکوزی رئیس‌جمهوری فرانسه در مورد رهبران نظام جمهوری اسلامی به شدت اعتراض کرده است. نیکلا سارکوزی در یک سخنرانی به مناسبت شصتمین سالگرد صدور اعلامیه جهانی حقوق بشر گفته بود: «نمی‌داند چگونه مردمی مانند ملت ایران - یکی از باستانی‌ترین ملل و یکی از متمدن‌ترین ملل جهان، مردمی فرهیخته، با فرهنگ و آزاده - باید امروز چنان گرفتار شوربختی شوند که رهبران کنونی نظام جمهوری اسلامی، نماینده آنان باشند». بی‌بی‌سی فارسی
- خداداد عزیزی یک سال محروم شد

با رأی کمیته انضباطی فدراسیون فوتبال، خداداد عزیزی ملی‌پوش سابق تیم ملی فوتبال ایران و قائم مقام باشگاه پیام مشهد یکسال از فعالیت در فوتبال محروم شد. بی‌بی‌سی فارسی

## ۱۱ دسامبر ۲۰۰۸
- تلفات گسترده بر اثر بمب‌گذاری انتحاری در کرکوک

پلیس عراق اعلام کرد که بر اثر حمله یک بمب‌گذار انتحاری به یک رستوران در نزدیکی شهر کرکوک در قسمت کردنشین عراق، موجب کشته‌شدن دست‌کم ۴۷ نفر و زخمی‌شدن بیش از ۱۰۰ نفر شد. این حمله انتحاری، یکی از پر تلفات‌ترین حملات در عراق، در سال جاری میلادی است. بی‌بی‌سی فارسی
- انتخاب فیزیک‌دان نوبلیست بعنوان وزیر نیروی آمریکا

باراک اوباما، از استیون چو، استاد فیزیک دانشگاه برکلی و برنده جایزه نوبل فیزیک سال ۱۹۹۷ برای قبولی مقام وزیر نیرو ایالات متحده آمریکا دعوت بعمل آورد. واشنگتن پست
- حمایت ایرانی‌تبارها از تاسیس دفتر حفاظت منافع آمریکا در ایران

نظرسنجی موسسه بین‌المللی زاگبی حاکی از حمایت ۸۴ درصد ایرانی‌تبارهای آمریکا از تاسیس دفتر حافظ منافع ایالات متحده آمریکا در تهران است. موسسه زاگبی، این نظرسنجی را برای اتحادیه روابط عمومی آمریکایی‌های ایرانی‌تبار (پایا) انجام داده است. بی‌بی‌سی فارسی، رادیو زمانه

## ۱۲ دسامبر ۲۰۰۸
- بازار بورس تهران یک سوم ارزش خود را از دست داد

در پی بروز بحران مالی جهانی، شاخص‌های بورس تهران به شدت سقوط کرده‌اند و به گفته معاون سازمان بورس اوراق بهادار تهران، بازار سرمایه ایران بین ۱۵ تا ۲۰ میلیارد دلار از ارزش خود را از دست داده است. در همین زمینه شاخص سهام بورس تهران به مرز ۹هزار واحد نزدیک شده است و احتمال می‌رود که شاخص بورس به زیر ۹هزار واحد سقوط کند. بی‌بی‌سی فارسی
- طرح بانک آمریکا برای اخراج بیش از ۳۰هزار کارمند خود

بانک آمریکا (Bank of America) که ثروتمندترین بانک جهان از لحاظ میزان دارایی است، در پی بروز بحران اقتصادی تصمیم گرفته است تا طی سه سال آینده، بین ۳۰ تا ۳۵هزار کارمند شاغل خود در سراسر شعباتش را از کار اخراج کند. بانک آمریکا، در ۱۴ سپتامبر ۲۰۰۸ میلادی،  موسسه مالی مریل لینچ را خریداری کرده بود. بی‌بی‌سی انگلیسی
- شکست طرح نجات صنعت خودروسازی آمریکا

مذاکرات مجلس سنای آمریکا برای جلب موافقت نمایندگان حزب جمهوری‌خواه با کمک ۱۴ میلیارد دلاری به صنعت خودروسازی این کشور، شکست خورده است. این طرح در پی توافق نمایندگان حزب دموکرات کنگره و کاخ سفید و با هدف نجات صنعت خودروسازی آمریکا از ورشکستگی روانه مجلس نمایندگان و سنا شده بود. بی‌بی‌سی فارسی

## ۱۳ دسامبر ۲۰۰۸
- اکوادور بدهی‌های خارجی‌اش را نمی‌پردازد

رافائل کوریا، رئیس‌جمهوری اکوادور، رسما اعلام کرده‌است که دولت مطبوعش، بهره حدود ۱۰ میلیارد دلار از بدهی‌های خارجی این کشور را نخواهد پرداخت. بدهی خارجی اکوادور حدود یک پنجم میزان تولید ناخالص ملی این کشور گزارش شده‌است. بی‌بی‌سی فارسی

## ۱۴ دسامبر ۲۰۰۸
- هند حریم هوایی پاکستان را نقض کرد

پاکستان اعلام کرد که جنگنده‌های هندی روز شنبه حريم هوایی شهرهای کشمیر و لاهور در شرق پاکستان را نقض کرده‌اند. در واکنش سخنگوی نیروی هوایی ارتش هند مدعی شد که جنگنده‌های هندی به اشتباه وارد حریم هوایی پاکستان شده بودند. الجزیره انگلیسی
- پرتاب کفش به سوی بوش در سفر  به عراق

در جریان نشست مطبوعاتی جورج بوش با نوری مالکی در بغداد، یک خبرنگار عراقی کفش های خود را به سمت جرج بوش ، رئیس جمهور آمریکا پرتاب کرد ولی کفش ها به رهبران آمریکا و عراق اصابت نکرد.بی بی سی فارسی

## ۱۵ دسامبر ۲۰۰۸
- رهبر مخالفان به نخست وزیری تایلند برگزیده شد

نمایندگان پارلمان تایلند از حزب دموکرات تایلند با حمایت اعضای چند حزب کوچکتر، ابهیسیت وجاجیوا را به عنوان سومین نخست‌وزیر این کشور طی ماه اخیر انتخاب کردند. بی‌بی‌سی فارسی
- اسرائیل شماری از زندانیان فلسطینی را آزاد کرد

اسرائیل بیش از دویست و بیست زندانی فلسطینی را به مناسبت عید قربان از زندان‌های این کشور آزاد و روانه سرزمین‌های فلسطینی کرد. بیشتر زندانیان آزاد شده از اعضای جنبش فتح، به رهبری محمود عباس هستند که در یک پست بازرسی واقع در کرانه غربی رود اردن و در میان استقبال صدها تن از فلسطینیان، به مقامات تشکیلات خودگردان فلسطینی تحویل داده شدند. بی‌بی‌سی فارسی، یدیعوت اخرونوت

## ۱۶ دسامبر ۲۰۰۸
- نرخ بهره در آمریکا تقریبا صفر شد

بانک مرکزی آمریکا در تازه‌ترین اقدام برای مبارزه با رکود اقتصادی در این کشور، نرخ بهره را از یک درصد به رقمی بین «صفر تا ۰٫۲۵» درصد کاهش داده است. بی‌بی‌سی فارسی
- زیان عمده بانک‌های اروپایی از کلاه‌برداری پنجاه میلیارد دلاری در آمریکا

کلاه‌برداری پنجاه میلیارد دلاری یک صندوق سرمایه‌گذاری در آمریکا به نام صندوق سرمایه‌گذاری برنارد میداف، به چند بانک عمده اروپایی از جمله بانک‌های اچ‌اس‌بی‌سی در بریتانیا و بانک سلطنتی اسکاتلند زیان عمده‌ای را وارد کرده است. برنارد میداف، یکی از مدیران سابق بورس نزدک در نیویورک بوده است. بی‌بی‌سی فارسی

## ۱۷ دسامبر ۲۰۰۸
- ضبط دارایی‌های بانک ملی ایران در نیویورک

مامورین فدرال آمریکا روز چهارشنبه اموال یک شرکت ایرانی وابسته به بانک ملی ایران در خیابان پنجم در منهتن را ضبط کردند. به گفته وزارت خزانه داری ایالات متحده آمریکا، این شرکت صاحب ۴۰٪ سهم یک آسمانخراش ۳۶ طبقه در نیویورک است، و پیشتر، میلیون‌ها دلار دارایی‌های این شرکت در حسابهای جی پی مورگان چیس و سیتی بانک ضبط شده‌اند. بی‌بی‌سی فارسی، نیویورک تایمز، یاهو نیوز
- اوپک تولید نفت خود را کاهش داد

سازمان کشورهای تولیدکننده نفت (اوپک) در نشست اخیر خود، تصمیم به کاهش تولید نفت خام تا میزان دو میلیون و دویست هزار بشکه در روز گرفت. سقف تولید کل اوپک در حال حاضر به حدود ۴۰ درصد کل تولید جهانی نفت می‌رسد. بی‌بی‌سی فارسی، نیویورک تایمز
- واحدهای ارتش بریتانیا از عراق خارج می‌شوند

گوردون براون، نخست‌وزیر بریتانیا اعلام داشت که نظامیان بریتانیایی تا آخر ماه ژوئیه سال ۲۰۰۹ میلادی، عراق را ترک خواهند کرد. بر اساس دستور گوردون براون، ماموریت نیروهای رزمی بریتانیایی در عراق تا پایان ماه مه سال آینده به پایان خواهد رسید و خروج آنها از عراق طی دو ماه پس از آن تکمیل خواهد شد. بی‌بی‌سی فارسی

## ۱۸ دسامبر ۲۰۰۸
- تایم اوباما را بعنوان «شخصیت سال» برگزید

مجله معتبر تایم جایزه «شخص سال» خود را به باراک اوباما رئیس‌جمهور منتخب آمریکا داد. این مجله آمریکایی در بیان دلیل این انتخاب نوشته است که آقای اوباما «بخاطر داشتن اعتماد به نفس جهت ترسیم آینده‌ای روشن و جاه‌طلبانه در روزگاری تیره و تار» مستحق دریافت این عنوان شناخته شد. تایم همچنین نوشت او «صلاحیتی را از خود نشان داد که آمریکایی‌ها را به محقق شدن خواسته‌هایشان امیدوار می‌کند». بی‌بی‌سی فارسی، مجله تایم

## ۱۹ دسامبر ۲۰۰۸
- ۱۴ کارگر شهرداری اوهایو برنده جایزه بخت‌آزمایی ۲۰۷ میلیون دلاری

۱۴ کارگر شهرداری اوهایو برنده جایزه بخت‌آزمایی ۲۰۷ میلیون دلاری شدند. این ۱۴ نفر به مدت ۵ سال هفته‌یی ۲ بار بلیط بخت‌آزمایی مگا میلیونی را به صورت شراکتی خریداری می‌کردند. سی‌ان‌ان
- عذرخواهی خبرنگار حمله‌کننده به بوش

منتظر الزیدی، خبرنگار شبکه تلویزیونی البغدادیه، در نامه‌ای به نوری المالکی، نخست‌وزیر عراق، خواستار بخشودگی خود به خاطر ارتکاب «حرکت زشت» حمله به رئیس جمهور آمریکا شده است. در این زمینه، رئیس دادگاه رسیدگی کننده به این موضوع، درخواست منتظر الزیدی برای آزادی موقت را به خاطر ادامه تحقیقات و نگرانی از امنیت او، رد کرده است. بی‌بی‌سی فارسی

## ۲۰ دسامبر ۲۰۰۸
- دستگیری رئیس بنیاد علوی در نیویورک

پلیس فدرال آمریکا رئیس بنیاد علوی را به اتهام از بین بردن اسناد مربوط به دارایی‌های بانک ملی ایران در این بنیاد را دستگیر کرد. بانک ملی ایران از طرف دولت آمریکا متهم به حمایت مالی از برنامه‌های هسته‌ای ایران است، و بنیاد علوی یک مرکز رایزنی فرهنگی وابسته به جمهوری اسلامی ایران در نیویورک است. رادیو آزاد اروپا، آسوسیتد پرس
- ارتباطات اروپا و خاورمیانه مختل شد

با وارد شدن آسیب به کابل‌های ارتباطی اینترنت و تلفن ،ارتباطات میان اروپا ،خاورمیانه و آسیا دچار مشکلاتی شدید شده‌ است.بی‌بی‌سی فارسی
- حماس به آتش‌بس با اسرائیل پایان داد

گروه فلسطینی حماس اعلام کرده‌است که آتش‌بس شش ماهه با اسرائیل خاتمه یافته‌است و موافقت‌نامه آتش‌بس تمدید نخواهد شد. براساس توافقنامه‌ای که در ۱۹ ژوئن ۲۰۰۸ میلادی با میانجی‌گری کشور مصر به امضا رسید، حماس و نیروهای دفاعی اسرائیل متعهد شدند از دست‌زدن به عملیات مسلحانه علیه خاک یکدیگر خودداری کنند. هر چند در خلال شش ماه گذشته، هر دو طرف بارها یکدیگر را متهم به تخلف از این تعهد کرده‌اند. بی‌بی‌سی فارسی، یدیعوت اخرونوت

## ۲۱ دسامبر ۲۰۰۸
- اوباما مشاوران علمی خود را منصوب کرد

باراک اوباما، رئیس‌جمهور منتخب آمریکا، دو دانشمند را که سال‌ها درباره خطرات گرم‌شدن زمین هشدار داده‌ بودند را به عنوان مشاوران علمی خود منصوب کرده‌است. اوباما، جان هولدرن، فیزیک‌دان برجسته آمریکایی و استاد دانشگاه هاروارد را به عنوان مشاور ارشد خود در زمینه علوم تعیین کرده‌است. اوباما همچنین جین لوبچنکو، زیست‌شناس برجسته در امور گیاهان و جانوران دریایی را به ریاست سازمان فدرالی که بر اوضاع اتمسفر و نیز کیفیت اقیانوس‌ها نظارت می‌کند، منصوب کرده‌است. بی‌بی‌سی فارسی

## ۲۲ دسامبر ۲۰۰۸
- حمله نیروی انتظامی به دفاتر بزرگترین سازمان حقوق بشر در ایران

نیروهای انتظامی با یورش به دفتر کانون مدافعان حقوق بشر در تهران، اقدام به پلمپ این دفتر و جلوگیری از برگزاری مراسم روز جهانی حقوق بشر کردند.تایمز هندوستان، واشنگتن پست، رادیو فردا
- تویوتا در گرداب بحران مالی

شرکت تویوتا، بزرگترین شرکت اتومبیل‌سازی ژاپن پیش‌بینی کرد که به واسطهٔ کاهش فروش محصولاتش و افزایش ارزش ین، پول رایج ژاپن، برای اولین بار در تاریخ ۷۱ ساله خود، سود سالانه این شرکت متحمل کاهشی چشمگیر می‌شود. این شرکت مبلغ ضرر پیش‌بینی‌شده به نسبت سال گذشته در سود عملیاتی (Operational Profit) خود را ۱٫۶۶ میلیارد دلار برآورد کرده است. بی‌بی‌سی فارسی، آسوشیتد پرس، رویترز

## ۲۳ دسامبر ۲۰۰۸
- افغانستان اظهارات لاریجانی را مردود خواند

وزارت خارجه افغانستان ادعای علی لاریجانی رئیس مجلس ایران، مبنی بر اینکه حضور نیروهای خارجی در افغانستان باعث افزایش تولید مواد مخدر و رشد افراطگرایی در این کشور شده‌است را مردود خواند. بی‌بی‌سی فارسی
- اظهارات ضدایرانی مصر

صفوت الشریف، سخنگوی پارلمان مصر، موضع ایران در قبال روابط اعراب با اسرائیل را یک «دخالت در امور همسایگانش» خواند و ایران را متهم به «امپراتور پروری» کرد و اظهار داشت: کشوری که «حقوق اعراب را با اشغال جزایر تنب کوچک و بزرگ پایمال کرده و پروندهٔ بلندی در چپاول اعراب دارد، حق اظهار نظر در مورد فلسطینیان را ندارد». پارلمان مصر و وزیر امور قضایی نیز از این موضع حمایت کردند. پرس تی وی، سرویس اطلاعات مصر، ممری تی وی

## ۲۴ دسامبر ۲۰۰۸
- مبتکر نظریه «برخورد تمدن‌ها» درگذشت

ساموئل هانتینگتون، استاد علوم سیاسی دانشگاه هاروارد و نویسنده کتاب بحث‌انگیز «برخورد تمدن‌ها و بازسازی نظم جهانی» که کشمکش جهان غرب با جهان اسلام را پیش‌بینی کرده بود در سن ۸۱ سالگی درگذشت. ساموئل هانتینگتون در سال‌های ۱۹۷۷ و ۱۹۷۸ در شورای امنیت ملی دولت جیمی کارتر فعالیت کرد. رادیو فردا، نشریه تلگراف
- سیاتل و مینیاپولیس، باسوادترین شهرهای آمریکا

در یک مطالعه از ۶ شاخص سرانهٔ تیراژ نشریات، تعداد کتابفروشی‌ها، کتابخانه‌ها، میزان منابع انتشاراتی، فرآورده‌های تحصیلات، و منابع اینترنتی، دو شهر سیاتل، واشینگتن و مینیاپولیس برای ششمین سال پیاپی در صدر باسوادترین شهرهای ایالات متحده آمریکا قرار گرفتند. واشنگتن دی سی، سانفرانسیسکو، آتلانتا، و دنور بترتیب در رده‌های بعدی قرار گرفتند. یو اس ای تودی

## ۲۶ دسامبر ۲۰۰۸
- بازداشت ملکه زیبایی در ارتباط با قاچاق مواد مخدر در مکزیک

لورا زونیگا، ملکه زیبایی ایالت سینالوآ در غرب مکزیک و همچنین ملکه زیبایی هیسپانیک‌های آمریکای لاتین در سال ۲۰۰۸ میلادی، به همراه دوست پسر خود که از رهبران کارتل‌های مواد مخدر مکزیک است، دستگیر شد. بازداشت لورا زونیگا، تازه‌ترین نمونه از بازداشت افراد سرشناس در مکزیک در رابطه با مافیای مواد مخدر است. بی‌بی‌سی فارسی

## ۲۷ دسامبر ۲۰۰۸
- کاهش  بی‌سابقه تولید صنعتی در ژاپن

دولت ژاپن اعلام کرده‌است که حجم تولیدات صنعتی این کشور در ماه نوامبر سال ۲۰۰۸ میلادی، به نسبت ماه‌های گذشته ۸ درصد سقوط کرده که تاکنون چنین کاهشی بی‌سابقه بوده‌است. همزمان میزان بی‌کاری در این کشور نیز به تقریبا ۴ درصد جمعیت رسیده است. بی‌بی‌سی فارسی
- کشته‌شدن بیش از ۲۰۰ نفر در پی بمباران غزه

نیروی هوایی اسرائیل از ساعات اولیه بامداد حملاتی گسترده را به حداقل ۵۰ نقطه مختلف در نوار غزه آغاز کرد. به نقل از منابع بیمارستانی در باریکه غزه حداقل ۲۰۲ نفر در اثر این حملات کشته و صدها نفر زخمی شده‌اند. بی‌بی‌سی فارسی، رویترز
- تطمیع فرماندهان محلی افغان با «قرص‌های ویاگرا»

بر اساس گزارش روزنامه واشنگتن پست، اداره اطلاعات مرکزی آمریکا (CIA) برای گرفتن اطلاعات از فرماندهان محلی افغانستان، به دادن قرص‌های محرک جنسی ویاگرا به عنوان هدیه در مقابل دریافت اطلاعات از فعالیت‌های شبه‌نظامیان طالبان اقدام کرده است. در گزارش این روزنامه آمده که سازمان سیا از موارد متعددی برای فریفتن فرماندهان محلی استفاده کرده است، از جمله ارائه خدمات دندانپزشکی، ارائه ویزا و روادید و همچنین پخش دارو. بی‌بی‌سی فارسی

## ۲۸ دسامبر ۲۰۰۸
- «انفجار انتحاری» در کلمبو پایتخت سریلانکا

پلیس سریلانکا می‌گویند که یک انفجار انتحاری در کلمبو، پایتخت سریلانکا، دست‌کم پنج کشته بر جای گذاشته‌است. به گفته این مقامات، شخصی که این حمله را انجام داده، خود را در یک ایست بازرسی در نزدیکی بازاری در واتالا در حومه کلمبو منفجر کرده‌است. بی‌بی‌سی فارسی

## ۲۹ دسامبر ۲۰۰۸
- حمله جنگنده‌های نیروی هوایی اسرائیل به تونل‌های غزه

ارتش اسرائیل در دومین روز از حمله به نوار غزه، تونل‌های مخفی انتقال سوخت، مواد غذایی و تسلیحاتی از مصر به این منطقه را بمباران کرد. همچنین دولت اسرائیل با تصویب فراخواندن ۶۵۰۰ سرباز ذخیره، تهدید کرده‌است که در صورت لزوم به نوار غزه حمله زمینی گسترده‌ای را آغاز خواهد کرد. به گزارش منابع فلسطینی حداقل ۲۹۰ تن در حملات هوایی دو روز گذشته نیروی هوایی ارتش اسرائیل کشته شده‌اند. بی‌بی‌سی فارسی، رویترز، آ اف پ
- صدور کیفرخواست جدید علیه دستیاران صدام

دادگاهی در بغداد با صدور کیفرخواست جدیدی، چند تن از دستیاران صدام حسین تکریتی، دیکتاتور سابق عراق، از جمله طارق عزیز، معاون نخست وزیر و وزیر خارجه و علی حسن المجید، وزیر دفاع سابق را به اتهام سرکوب مخالفان سیاسی، محاکمه خواهد کرد. بی‌بی‌سی فارسی

## ۳۰ دسامبر ۲۰۰۸
- اسرائیل به نقض حقوق بشر در غزه متهم شد

روز سه شنبه، ۳۰ دسامبر (۱۰ دی)، ریچارد فالک، گزارشگر ویژه حقوق بشر سازمان ملل در سرزمین‌های فلسطینی، در مصاحبه با بی بی سی دولت اسرائیل را به نقض فاحش حقوق بشر و کاربرد تسلیحات پیشرفته برای ارتکاب یک رشته خشونت تکان دهنده علیه مردم بی دفاع در غزه متهم کرد. بی‌بی‌سی فارسی
- اسرائیل نهادهای کلیدی حماس را هدف قرار داد

برای سومین روز متوالی حملات هوایی ارتش اسرائیل به نوار غزه ادامه یافت و تاسیسات کلیدی مربوط به گروه حماس مورد هدف قرار گرفت. در این حملات، دانشگاه اسلامی غزه که از نمادهای فرهنگی جنبش حماس است و همچنین ساختمان وزارت کشور دولت حماس، مورد هدف بمباران جنگنده‌های اسرائیلی قرار گرفتند و ویران شدند. بی‌بی‌سی فارسی، یدیعوت اخرونوت
- آتش‌سوزی در فروشگاه بنتون تهران

یکی از شعبات فروشگاه زنجیره‌ای بنتون در تهران دچار آتش‌سوزی شد. برخی رسانه‌ها گزارش دادند که این فروشگاه در تهران به نشانه اعتراض به حملات اسرائیل به غزه در تهران به آتش کشیده شده. بی‌بی‌سی فارسی، آ اف پ

## ۳۱ دسامبر ۲۰۰۸
- تحصن و حمله به سفارت‌خانه‌های خارجی در تهران

در چهارمین روز از نبرد اسرائیل با حماس در نوار غزه، عده‌ای از دانشجویان بسیجی در برابر دفتر حفاظت منافع مصر در تهران دست به تظاهرات زدند و سپس به باغ تابستانی سفارت پادشاهی متحده در قلهک حمله‌ور شدند. عده‌ای از تظاهرکنندگان موفق به ورود به داخل سفارت شدند و پرچم فلسطین را در آنجا نصب کردند. پلیس تهران که ماموریت حفاظت از سفارت را برعهده دارد، برای جلوگیری از ورود تظاهرکنندگان به داخل باغ سفارت بریتانیا اقدام به تیراندازی هوایی کرد. بی‌بی‌سی فارسی، پرس تی.وی